# Burgoynes Cove (plaats)
Burgoynes Cove is een plaats in de Canadese provincie Newfoundland en Labrador. Het bevindt zich aan de oostkust van het eiland Newfoundland en is de hoofdplaats van het local service district Burgoynes Cove.

## Geschiedenis
De gemeentevrije plaats kreeg in 1989 voor het eerst beperkt lokaal bestuur door de oprichting van het gelijknamige local service district (LSD). Dat LSD bestaat uit de plaatsen Burgoynes Cove, New Burnt Cove en Clifton. Het kreeg de naam van het dorp daar het de hoofdplaats van de drie plaatsen is.

## Geografie
Burgoynes Cove bevindt zich aan de noordelijke oever van de Smith Sound, de zeearm die Newfoundland van Random Island scheidt. De plaats ligt aan het einde van provinciale route 232 en is grotendeels vergroeid met New Burnt Cove.